# 家庭公園前站
家庭公園前站（日语：／ Family-Koemmae eki */?）位於日本奈良县大和郡山市宮堂字毘沙門，是近畿日本鐵道（近鐵）橿原線的鐵路車站。車站編號為B33。

## 歷史
- 1979年（昭和54年）7月1日 - 新設開業，當時為只有夏季白天營運的臨時車站[1]。
- 1985年（昭和60年）11月 - 成為常設車站[2]。但營業時間不變。
- 1989年（平成元年）3月17日 - 營業時間延至終電時間。
- 1993年（平成5年）9月21日 - 成為全日營業的普通車站[3]。
- 2007年（平成19年）4月1日 - 可使用PiTaPa乘車[4]。

## 車站構造
側式月台2面2線的地面車站。月台位於盛土構造的築堤上，站房位於2號月台側的平地上。洗手間位於驗票口外。
本站為天理站管理的無人車站。

### 月台配置
| 月台 | 路線   | 方向 | 目的地                                                          |
| ---- | ------ | ---- | --------------------------------------------------------------- |
| 1    | 橿原線 | 下行 | 往 田原本、大和八木、橿原神宮前、吉野                           |
| 2    | 橿原線 | 上行 | 往 平端、天理、大和西大寺、奈良、京都、大阪難波、尼崎、神戶三宮 |

## 使用狀況
近年本站1日上下車人次的調査統計如下。
- 2018年11月13日：501人
- 2015年11月10日：434人
- 2012年11月13日：348人
- 2010年11月9日：439人
- 2008年11月18日：318人
- 2005年11月8日：371人

## 車站周邊
- まほろば健康公園
- 額安寺
- 奈良健康Land
- 天理時報社

## 相鄰車站
近畿日本鐵道
 橿原線
■急行
通過
■普通
平端（B32）－家庭公園前（B33）－結崎（B34）

## 外部連結
- 家庭公園前 - 近畿日本鐵道